# BBC Three
Би-Би-Си три (енгл. BBC Three) био је телевизијски канал Би-Би-Сија који се емитовао преко дигиталне телевизије, преко Ај-Пи-Ти-Ви-ја и сателитских платформи. Циљана публика канала је група особа узраста од 16-34 година, и канал има улогу обезбеђивања „ивонативног” садржаја млађој публици, са посебним освртом на нове таленте и нове технологије. Канал се емитовао од 7 увече до око 4 ујутру сваке ноћи, и дели телевизијски опсег са Си-Би-Би-Сијем.
За разлику од његових комерцијалних ривала, 90 % канала Би-Би-Си Three се емитује у Уједињеном Краљевству и другим земаљама Европске уније. 70 % садржака је оригинално, покривени су сви жанрови, од тренутних дешавања до драме, комедије и анимације. Би-Би-Си Three има јединствен формат од 60 секунди за своје билтене вести, који је усвојен да би функционисање канала могло бити потпуно аутоматизовано, без непотребног приказивања вести уживо које би имале различиту дужину. Тренутни директор станице је Заи Бенет.
Фебруара 2014, генерални директор Би-Би-Сија Тони Хол најавио је да уштеда од 100 милиона £ мора да буде спроведена у предузећу. Би-Би-Си Three је споменут као део ових уштеда, и биће укинуто приказивање овог канала у јесен 2015. како би постао канал који се може гледати само преко интернета. Покренута је петиција како би се сачувао канал од затварања, која је прикупила преко 225.000 потписа до 1. априла 2014.

## Историја
Касне 2001, Би-Би-Си је одлучио да замени места и осмисли нови назим њиховим двема дигиталним каналима, како би они били више повезани са добро познатим каналима Би-Би-Си ван и Би-Би-Си ту. Њихови планови да се Би-Би-Си преименује у Би-Би-Си , и заиста ово је урађено 2002, и Би-Би-Си чојс је преименован у Би-Би-Си Three. Ипак, питања су постављена око предложеног фортама Би-Би-Си Three, како су неки мислили да би нови формат био превише сличан Би-Би-Сијевим комерцијалним ривалима, наиме Ај-Ти-Ви2 и Е4, и био би беспотребна конкуренција. Канал је на крају одобрен, једанаест месеци од првобитног датума оснивања, и почео је приказивање 9. фебруара 2003. Приказивање на каналу је отпочео Стјуарт Мерфи, који је претходно водио Би-Би-Си чојс, а пре тога УК плеј, сада угашен музички и комедијски канал УКТВ-а. Са 33 године, Мерфи је био најмлађи директор канала у земљи, ту титулу је имао од почетка приказивања УК плеја када је имао 26 година, а 20. октобра 2005. објављено је да ће Мерфи ускоро напустити канал да ради на комерцијалној телевизији.
Дана 12. маја 2011, Би-Би-Си Three је додат на Скај И-Пи-Џи у Републици Ирској као канал број 229. Касније је померен на канал 210 3. јула 2012, да ослободи место за нове канале.
Током трајања Летњих олимпијских игара 2012, Би-Би-Си је повећао време приказивања на 24 сата да обезбеди додатно време за покривање олимпијских дешавања.